# Estorf (Dorf)
Estorf (plattdeutsch Esdörp) ist der namensgebende Ortsteil der Gemeinde Estorf im niedersächsischen Landkreis Stade. Zu Estorf gehört auch die kleinere Ansiedlung Bötz.

## Geographie
Estorf liegt im Westen des Landkreises Stade zwischen Kranenburg und Brobergen im Norden und Behrste und Elm im Süden. Oldendorf liegt östlich und Gräpel und Schönau an der Oste westlich.
Das Wasser aus der Gemarkung Estorfs fließt über den Gräpeler Mühlenbach und Wiemelken in die Oste ab.
Zu Estorf gehört die Ortslage Bötz, die am Alten Kirchweg von Elm nach Oldendorf liegt. Im Nordosten und Südwesten tangiert der Weg die L 114. Eine Nebenstraße verbindet Estorf am Osterberg mit dem Bötz.

## Geschichte
1111 wurde Estorf erstmals urkundlich als Esgkethorp erwähnt.

### Verwaltungsgeschichte
Vor 1885 gehörte Estorf zur Börde Oldendorf im Amt Himmelpforten, nach 1885 zum Kreis Stade und seit 1932 zum jetzigen Landkreis Stade.

### Eingemeindung
Zum 1. Juli 1972 wurden im Zuge der Gebietsreform die Gemeinden Estorf, Gräpel und Behrste zur neuen Gemeinde Estorf zusammengelegt.

### Einwohnerentwicklung
| Jahr | Einwohner            |
| ---- | -------------------- |
| 1824 | 46 Feuerstellen      |
| 1848 | 367 Leute, 72 Häuser |
| 1871 | 517 Leute, 81 Häuser |
| 1910 | 526                  |
| 1925 | 509                  |
| 1933 | 525                  |
| 1939 | 499                  |
| 1961 | 671                  |
| 1970 | 589                  |
| 2012 | 610                  |

### Religion
Estorf ist evangelisch-lutherisch geprägt und gehört zum Kirchspiel der Martinskirche in Oldendorf.
Für die (wenigen) Katholiken ist die St.-Michaelskirche in Bremervörde zuständig, die seit dem 1. September 2010 zur Kirchengemeinde Heilig Geist in Stade gehört.

## Politik

### Wappen
Blasonierung: Das Wappen von Estorf zeigt auf grünem Grund einen silbernen Baumstamm mit je zwei Aststümpfen auf jeder Seite.
Bedeutung: Das Wappen wurde dem Wappen der ehemaligen Herren von Estorf entnommen.

## Kultur

### Vereine
- Freiwillige Feuerwehr
- MTV Estorf (gegr. 1926)
- Schützenverein Estorf (gegr. 1936)

## Wirtschaft und Infrastruktur

### Verkehr
Durch den Ort führt die Landesstraße 114, die zur Bundesstraße 73 nach Himmelpforten führt. Über die Bundesstraßen 73 besteht Anschluss nach Stade und Hamburg. Bei Elm hat die Landesstraße 114 Anschluss an die Bundesstraße 74, die nach Bremervörde führt. Kleinere Nebenstraßen führen nach Brobergen und Gräpel.
Der nächste Bahnanschluss besteht im 10 km entfernten Himmelpforten an die Niederelbebahn (Cuxhaven – Hamburg).

### Bildung
In Estorf befindet sich eine Grundschule. Weiterführende Schulen befinden sich in Oldendorf (Oberschule mit Gymnasialzweig), Stade (Vincent-Lübeck-Gymnasium) und Bremervörde (Gymnasium Bremervörde).

### Unternehmen
In der Straße Wietstruk hatte die Volksbank Fredenbeck-Oldendorf eine Filiale, die 2016 schloss.

### Ver- und Entsorgung
Das Abwasser wird seit 1991 im Klärwerk Gräpel gereinigt.